# Håkan Loob
Per Håkan Loob (Visby, 3 luglio 1960) è un dirigente sportivo ed ex hockeista su ghiaccio svedese che giocava nel ruolo di ala destra. Ha giocato nella National Hockey League con la maglia dei Calgary Flames. Con i connazionali Tomas Jonsson e Mats Näslund è stato uno dei primi 3 membri del Triple Gold Club.

## Statistiche
| 1979–80           | Färjestads BK     | SEL               | 36  | 15  | 4   | 19  | 20  | —  | —  | —  | —  | —  |
| 1980–81           | Färjestads BK     | SEL               | 36  | 23  | 6   | 29  | 16  | 7  | 5  | 3  | 8  | 6  |
| 1981–82           | Färjestads BK     | SEL               | 36  | 26  | 15  | 41  | 28  | 2  | 1  | 0  | 1  | 0  |
| 1982–83           | Färjestads BK     | SEL               | 36  | 42  | 34  | 76  | 26  | 8  | 10 | 4  | 14 | 6  |
| 1983–84           | Calgary Flames    | NHL               | 77  | 30  | 25  | 55  | 22  | 11 | 2  | 3  | 5  | 2  |
| 1984–85           | Calgary Flames    | NHL               | 78  | 37  | 35  | 72  | 14  | 4  | 3  | 3  | 6  | 0  |
| 1985–86           | Calgary Flames    | NHL               | 68  | 31  | 36  | 67  | 36  | 22 | 4  | 10 | 14 | 6  |
| 1986–87           | Calgary Flames    | NHL               | 68  | 18  | 26  | 44  | 26  | 5  | 1  | 2  | 3  | 0  |
| 1987–88           | Calgary Flames    | NHL               | 80  | 50  | 56  | 106 | 47  | 9  | 8  | 1  | 9  | 4  |
| 1988–89           | Calgary Flames    | NHL               | 79  | 27  | 58  | 85  | 44  | 22 | 8  | 9  | 17 | 4  |
| 1989–90           | Färjestads BK     | SEL               | 40  | 22  | 31  | 53  | 24  | 10 | 9  | 5  | 14 | 2  |
| 1990–91           | Färjestads BK     | SEL               | 40  | 33  | 25  | 58  | 16  | 8  | 6  | 4  | 10 | 8  |
| 1991–92           | Färjestads BK     | SEL               | 40  | 37  | 29  | 66  | 14  | 6  | 2  | 2  | 4  | 2  |
| 1992–93           | Färjestads BK     | SEL               | 40  | 25  | 26  | 51  | 28  | 3  | 4  | 1  | 5  | 0  |
| 1993–94           | Färjestads BK     | SEL               | 22  | 9   | 11  | 20  | 12  | —  | —  | —  | —  | —  |
| 1994–95           | Färjestads BK     | SEL               | 39  | 13  | 25  | 38  | 58  | 4  | 2  | 0  | 2  | 2  |
| 1995–96           | Färjestads BK     | SEL               | 40  | 17  | 32  | 49  | 62  | 8  | 4  | 4  | 8  | 2  |
| Totale Elitserien | Totale Elitserien | Totale Elitserien | 405 | 262 | 238 | 501 | 304 | 56 | 43 | 23 | 65 | 28 |
| Totale NHL        | Totale NHL        | Totale NHL        | 450 | 193 | 236 | 429 | 189 | 73 | 26 | 28 | 54 | 16 |

## Palmarès

### NHL
- Stanley Cup: 1989 (Calgary Flames)

### Olimpiadi
- Oro: Lillehammer 1994 (Roster Svezia)

### Campionato mondiale IIHF
- Oro: 1987 (Roster Svezia); 1991 (Roster Svezia)